# Cheux

Cheux este o comună în departamentul Calvados, Franța. În 1 ianuarie 2018 avea o populație de 1.422 de locuitori.